# 택리지

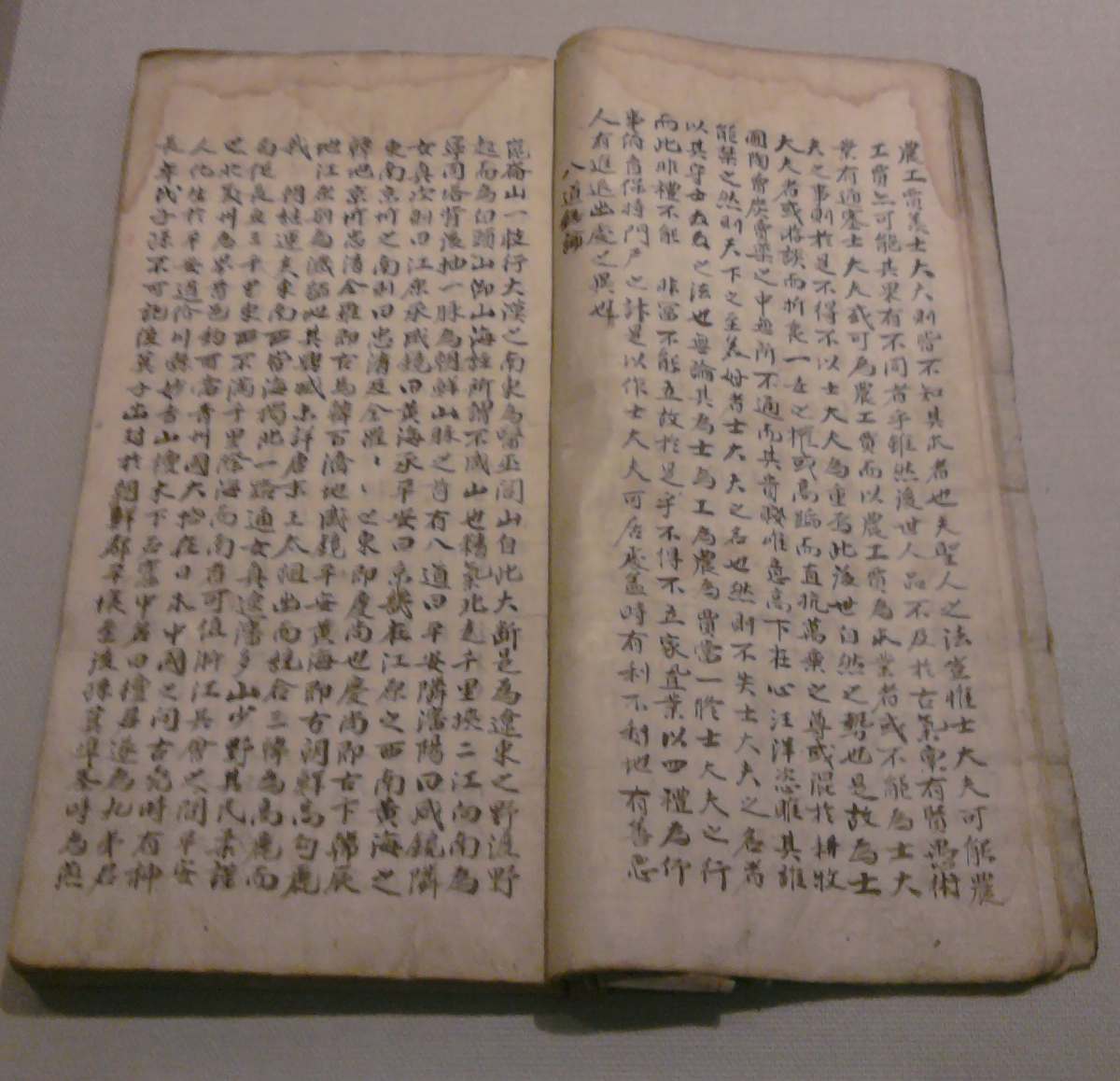

《택리지》(擇里志)는 조선 후기의 실학자 이중환이 1751년(영조 27년)에 저술한 인문 지리서이다. 팔역지(八域誌) · 팔역가거지(八域可居地) · 동국산수록(東國山水錄) · 동국총화록(東國總貨錄) · 형가승람(形家勝覽) · 팔도비밀지지(八道秘密地誌) 등 여러 이름으로 전해 오고 있다. 어떤 지리적 요건을 갖춘 곳이 살기에 좋은 곳인지를 실학적 입장에서 저술하였다.

## 내용
이 책은 사민총론(四民總論), 팔도총론(八道總論), 복거총론(卜居總論 : 地理·生利·人心·山水), 총론 등으로 구성되어 있다. <팔도총론〉에는 조선 전토를 팔도로 나누어 그 지방의 지역성을 출신 인물과 결부시켜 밝혔고, 〈복거총론〉에는 살 만한 곳을 입지조건을 들어 설명하였다. 전자는 지방지지(地方地誌)에, 후자는 인문 지리적 총설에 해당한다. 전반에서는 특히 사람과 자연환경과의 관계를 중시한 지인상관론(地人相關論)을 설파했으며, 후자에서는 사람이 살 만한 곳으로 다음과 같은 입지조건을 들고 있다. 첫째 지리적 조건을 들었으며, 둘째 생리(生利)를 들었다. 셋째로는 인심을 들었으며, 넷째로 산수의 경치가 좋은 것을 들었다. 끝에 가서 해거(海居)·강거(江居)·계거(溪居)의 세 곳을 비교하여 말했다.

## 복거총론(卜居總論)
```
大抵卜居之地地理爲上生利次之次則人心次則山水四者缺一非樂土也地理雖佳生利乏則不能居久生利雖好地理惡則亦不能久居地理及生利俱好而人心不淑則必有悔吝近處無山水可賞處无以陶瀉性情
```

무릇 복거의 땅이라고하는 것은 지리가 생리위에 있어 그것을 다음으로한다. 그 다음이 인심이며 그 다음이 산수인것이다. 이 네 가지는 (서로 중요해서) 하나라도 결여되면 땅을 즐길수없는바이다. 지리가 비록 빼어난다고는하나 생리가 결핍된다면 오래 거할수없지않겠는가? 생리가 비록 좋다고는하더라도 지리의 상황이 나쁘다면 역시 오래 거할수없을것이다. (이처럼 다행히) 지리와 생리는 모두 좋으나 또한 인심이 갹박스럽다면 반드시 후회하는 바가 생기지않겠는가? (또한) 가까운 곳에 산책하여 자연을 감상할 곳이 없다면 성정을 쏫아내 도야할수없을것이다.

## 같이 보기
- 센트럴파크
- 프레더릭 로 옴스테드

## 참고 문헌
- 이 문서에는 다음커뮤니케이션(현 카카오)에서 GFDL 또는 CC-SA 라이선스로 배포한 글로벌 세계대백과사전의 "〈실학의 융성〉" 항목을 기초로 작성된 글이 포함되어 있습니다.
- 위키문헌 택리지 >복거총론